# The Lazarus Project (Fernsehserie)
The Lazarus Project (Arbeitstitel: Extinction) ist eine britische Fernsehserie mit Paapa Essiedu und Anjli Mohindra. Die Science-Fiction-Thriller-Serie wurde von Regisseur Marco Kreuzpaintner und Drehbuchautor Joe Barton entwickelt. Im Vereinigten Königreich wurde die erste Staffel am 16. Juni 2022 auf Sky Max / Now veröffentlicht, in Deutschland wurde diese ab dem 8. September 2022 auf Sky Atlantic gezeigt.
Anfang August 2022 wurde die Verlängerung um eine zweite Staffel bekanntgegeben. Ein Trailer zur zweiten Staffel wurde im September 2023 veröffentlicht, die Erstausstrahlung erfolgte ab dem 30. November 2023. Die Serie wurde nach der zweiten Staffel eingestellt.

## Handlung
George stellt eines Tages nach dem Aufwachen fest, dass er einen Tag nochmals durchlebt, den er bereits vor sechs Monaten erlebt hat. Er glaubt den Verstand verloren zu haben, sämtliche seiner wichtigen Ereignisse bis zu diesem Zeitpunkt wurden rückgängig gemacht. Das betrifft unter anderem seinen Erfolg im Beruf als Entwickler einer App und seine Beziehung mit Sarah. Er scheint auch der Einzige zu sein, der diese Veränderungen bemerkt.
In dieser Situation trifft er auf Archie, die ihn für das Lazarus-Projekt rekrutiert, eine geheime Organisation, die über die Möglichkeit verfügt, die Zeit jeweils auf 0°° Uhr des 1. Juli des letzten Jahres zurückzusetzen, um damit die Welt vor dem Untergang zu bewahren. Leiterin der Organisation ist Wes, zu den weiteren Mitarbeitern gehören Shiv und Greta. Die Mitarbeiter des Projektes sind im Gegensatz zu den meisten anderen Menschen in der Lage, sich an Ereignisse zu erinnern, die durch Zeitsprünge ungeschehen gemacht wurden.
Mit dem Team arbeitet George daran, globale Katastrophen zu verhindern. Unter anderem droht der gesuchte Schwerverbrecher Rebrov, mit einem Atomsprengkopf die Welt zu zerstören. Nachdem bei einem Unfall Georges Verlobte Sarah schwer verletzt wird, möchte er die Zeit zurückdrehen, um den Unfall ungeschehen zu machen. Das Projekt lässt dies jedoch nur bei globalen Katastrophen zu. George muss sich entscheiden, ob er gegenüber dem Projekt loyal bleibt oder gegen dessen Prinzipien verstößt, um einen geliebten Menschen zu retten.

## Besetzung und Synchronisation
Die deutschsprachige Synchronisation übernahm die Berliner Level 45 GmbH. Dialogregie führte Guido Kellershof, der auch das Dialogbuch schrieb.
| Rolle    | Darsteller           | Synchronsprecher   |
| -------- | -------------------- | ------------------ |
| George   | Paapa Essiedu        | Max Felder         |
| Archie   | Anjli Mohindra       | Franziska Endres   |
| Shiv     | Rudi Dharmalingam    | Asad Schwarz       |
| Wes      | Caroline Quentin     | Sabine Falkenberg  |
| Rebrov   | Tom Burke            | Sven Fechner       |
| Greta    | Salóme Gunnarsdóttir | Jennifer Weiß      |
| Karl     | Chris Fulton         | Amadeus Strobl     |
| Laurence | Enyi Okoronkwo       | Adam Nümm          |
| Ross     | Brian Gleeson        | Dennis Schmidt-Foß |
| Sarah    | Charly Clive         | Millie Forsberg    |

In der zweiten Staffel kamen Colin Salmon, Royce Pierreson, Safia Oakley-Green, Lorne MacFadyen, Zoe Telford, Sam Troughton und James Atherton zur Besetzung hinzu.

## Episodenliste

### Staffel 1
| Nr. (ges.) | Nr. (St.) | Deutscher Titel  | Originaltitel | Erstausstrahlung UK | Deutschsprachige Erstausstrahlung (D) | Regie               | Drehbuch   |
| ---------- | --------- | ---------------- | ------------- | ------------------- | ------------------------------------- | ------------------- | ---------- |
| 1          | 1         | Checkpoints      | Episode 1     | 16. Juni 2022       | 8. Sept. 2022                         | Marco Kreuzpaintner | Joe Barton |
| 2          | 2         | Sommer 2018      | Episode 2     | 16. Juni 2022       | 8. Sept. 2022                         | Marco Kreuzpaintner | Joe Barton |
| 3          | 3         | Der Bruch        | Episode 3     | 16. Juni 2022       | 15. Sept. 2022                        | Marco Kreuzpaintner | Joe Barton |
| 4          | 4         | Shiv             | Episode 4     | 16. Juni 2022       | 15. Sept. 2022                        | Marco Kreuzpaintner | Joe Barton |
| 5          | 5         | Big Boy          | Episode 5     | 16. Juni 2022       | 22. Sept. 2022                        | Laura Scrivano      | Joe Barton |
| 6          | 6         | Die Explosion    | Episode 6     | 16. Juni 2022       | 22. Sept. 2022                        | Laura Scrivano      | Joe Barton |
| 7          | 7         | Die Trennung     | Episode 7     | 16. Juni 2022       | 29. Sept. 2022                        | Laura Scrivano      | Joe Barton |
| 8          | 8         | Die Zeitschleife | Episode 8     | 16. Juni 2022       | 29. Sept. 2022                        | Laura Scrivano      | Joe Barton |

### Staffel 2
| Nr. (ges.) | Nr. (St.) | Deutscher Titel           | Originaltitel | Erstausstrahlung UK | Deutschsprachige Erstausstrahlung (D) | Regie         | Drehbuch   |
| ---------- | --------- | ------------------------- | ------------- | ------------------- | ------------------------------------- | ------------- | ---------- |
| 9          | 1         | Die Time-Break-Initiative | Episode 1     | 15. Nov. 2023       | 30. Nov. 2023                         | Carl Tibbetts | Joe Barton |
| 10         | 2         | Verlorene Erinnerungen    | Episode 2     | 15. Nov. 2023       | 30. Nov. 2023                         | Carl Tibbetts | Joe Barton |
| 11         | 3         | Die Kausalschleife        | Episode 3     | 15. Nov. 2023       | 7. Dez. 2023                          | Carl Tibbetts | Joe Barton |
| 12         | 4         | Operation Midnight        | Episode 4     | 15. Nov. 2023       | 7. Dez. 2023                          | Carl Tibbetts | Joe Barton |
| 13         | 5         | Stick oder Twist          | Episode 5     | 15. Nov. 2023       | 14. Dez. 2023                         | Pier Wilkie   | Joe Barton |
| 14         | 6         | Inferno                   | Episode 6     | 15. Nov. 2023       | 14. Dez. 2023                         | Pier Wilkie   | Joe Barton |
| 15         | 7         | Ultima Ratio              | Episode 7     | 15. Nov. 2023       | 21. Dez. 2023                         | Sean Spencer  | Joe Barton |
| 16         | 8         | Das Ende der Geschichte   | Episode 8     | 15. Nov. 2023       | 21. Dez. 2023                         | Sean Spencer  | Joe Barton |

## Produktion
Die Serie wurde von Regisseur Marco Kreuzpaintner und Drehbuchautor Joe Barton entwickelt und von Urban Myth Films (Produzent Adam Knopf) und Sky Studios produziert. Den internationalen Vertrieb übernahm NBCUniversal Global Distribution.
Die Dreharbeiten zur ersten Staffel fanden ab Januar 2021 unter anderem in Bristol, Prag und Postoloprty statt.

## Rezeption

### Kritiken
Bernhard Baumgartner bezeichnete die Serie in der Wiener Zeitung als fesselnden Action-Thriller, der die Zuschauer in Atem halte. Sie enthalte viele Referenzen auf unsere unsicheren Zeiten und spreche unseren Wunsch an, die Dinge endlich wieder in den Griff zu bekommen. Zudem biete die wunderbare Stadt London die Kulisse dieser Hochglanz-Produktion. Sehr geschickt würde auch die COVID-19-Pandemie in die Serie eingebaut.
Oliver Armknecht bewertete die erste Staffel mit sieben von zehn Punkten, die Serie kombiniere auf interessante Weise Zeitreisen und Zeitschleifen miteinander. Auch wenn das nicht durchgängig Sinn ergebe, mache die Serie insgesamt Spaß und halte die Balance aus reiner Spannungserzeugung und weitergehenden Fragen.
Christian Lukas meinte auf Quotenmeter.de, dass die Serie eine unerwartete Sog-Wirkung entwickle. Die dritte Episode würde eine vollkommen unvorhersehbare Richtung einschlagen.
Peter Temel schrieb zum Start der zweiten Staffel auf Kurier.at, dass die rasante Zeitschleifen-Thrillerserie mit einer guten Prise britischen Humors auch nach dem Abgang von Regisseur Marco Kreuzpaintner zu fesseln wisse.

### Zuschauerzahlen
Beim britischen Sender Sky war die Ausstrahlung der ersten Staffel die zweiterfolgreichste Drama-Eigenproduktion des Jahres mit durchschnittlich 1,7 Millionen Zuschauern pro Folge innerhalb von 28 Tagen nach der Veröffentlichung.
Laut Sky Deutschland lag die erste Staffel der Serie hinsichtlich Zuschauerinteresse unter den Sky Originals des Jahres 2022 auf Platz fünf.